# Tauros (pueblo)

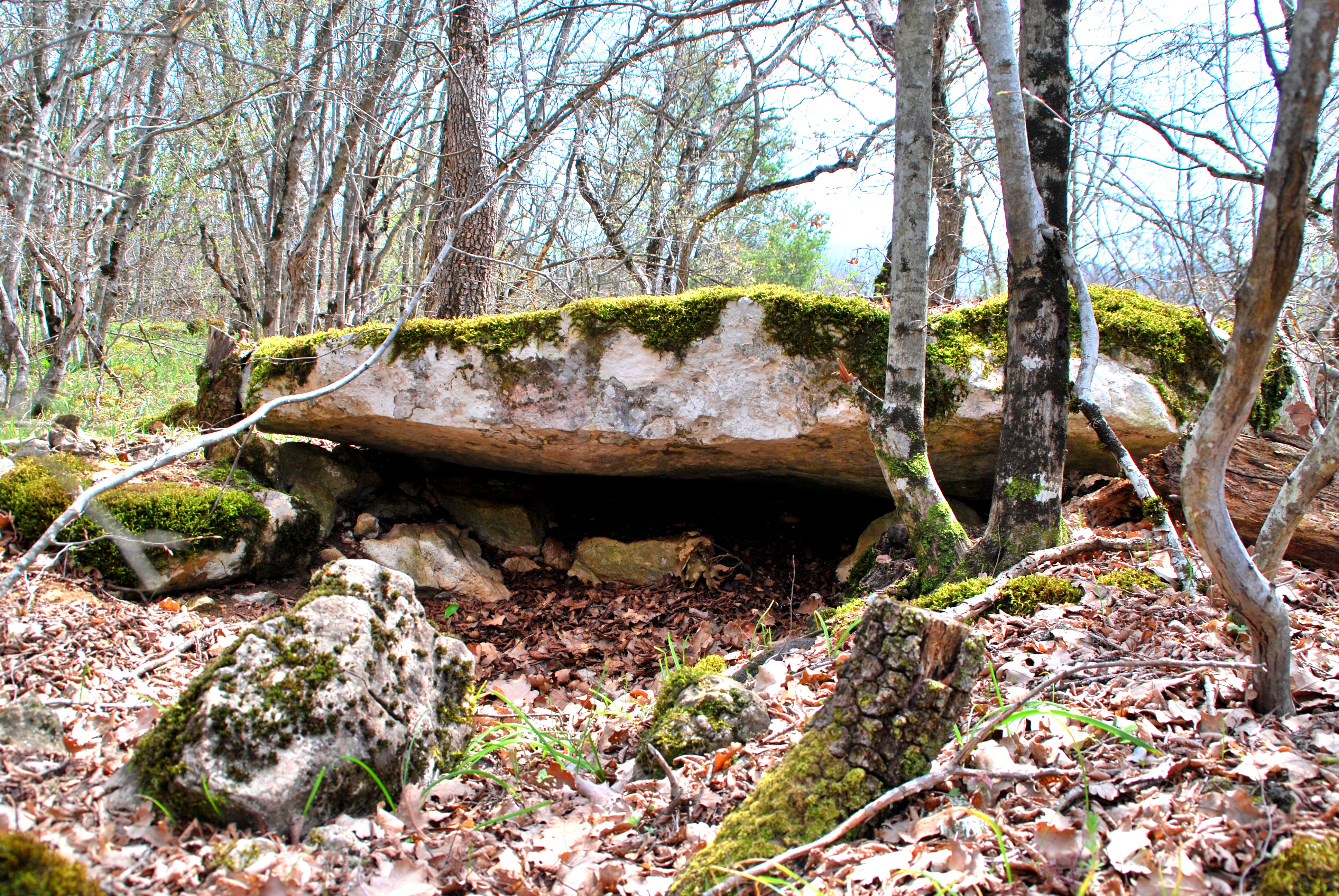
Cementerio de Tauro Grupo occidental Tash-Koy

Los tauros (Ταῦροι), también escitotauros, tauros escitas, tauroescitas (Plinio el Viejo, Naturalis Historia 4, 85) eran un pueblo establecido en la costa meridional de la península de Crimea, que habitaban los montañas Crimeas y la estrecha franja de tierra entre las montañas y el mar Negro.
Dieron su nombre a la península, la cual era conocida en la antigüedad como Táurica, Táuride y Tauris.
Pensaban que eran una rama de los cimerios, a quienes los escitas habían expulsado en el siglo VII a. C. de su país de origen hacia el norte.
En el Libro IV de las Historias de Heródoto, los tauros son descritos viviendo "completamente de la guerra y el saqueo". 
Se hicieron conocidos por su culto a una diosa virgen, a quien sacrificaban náufragos.
Los griegos identificaron a esa diosa táurica con Artemisa Tauropolo o con Ifigenia, hija de Agamenón.
La costumbre táurica del sacrificio humano inspiró las leyendas griegas de Ifigenia y Orestes, relatada en Ifigenia en Táuride por el dramaturgo Eurípides. 
Según Heródoto, el sacrificio consistía en golpear la cabeza de cada náufrago con un garrote y quitarla, luego enterraban el cuerpo o lo lanzaban por un acantilado, y por último clavaban la cabeza en una cruz. A los prisioneros de guerra les quitaban las cabezas de igual manera, y la cabeza era puesta luego en un palo alto y situada en sus casas "para que la casa entera pudiera estar bajo su protección". 
Aunque la costa crimea llegó a ser dominada al final por los griegos (y posteriormente por las colonias romanas), en particular por la de Quersoneso, los tauros siguieron siendo una gran amenaza para el poder griego en la región.
Se dedicaron a la piratería contra los barcos del mar Negro, lanzando incursiones desde su base en Símbolo (la actual Balaklava).
En el siglo II a. C. fueron aliados sometidos del rey escita Esciluro.
- Datos: Q1145096